# Aleknagik
Aleknagik (Alaqnaqiq in Central Yup'ik) è una città dell'Alaska situate alla foce del fiume Wood a sud-est del Lago Aleknagik, da cui la città prende il nome, e a 26 km dalla municipalità di Dillingham. Secondo le stime del 2010 la popolazione era di 219 abitanti.

## Geografia fisica

### Territorio
Aleknagik si trova a capo di Wood River sull'estremità sud-est di Lake Aleknagik, a 26 km a nord-ovest da Dillingham. Aleknagik prende il nome dal lago Aleknagik.
Secondo lo United States Census Bureau, la città ha un'area totale di 49 km², di cui 30 km² è terra e 19 km² è acqua.

### Clima
Aleknagik ha un clima subartico. Le temperature medie estive vanno dai -1 ai 19 °C, quelle invernali fra I -16° e -1 °C. Le precipitazioni annuali variano fra i 510 e i 890 mm, mentre in un anno nevica per 240 cm. La nebbia e le nuvole basse sono comuni nei mesi di luglio e agosto; il lago e il fiume sono liberi dai ghiacci da giugno a metà novembre.

## Storia
Il fiume Wood e il lago Aleknagik sono stati usati storicamente come campi estivi per la pesca, anche se non è stato definito il luogo esatto della città, molti concordano nel fatto che l'originale sito chiamato Alaqnaqiq era situato più a sud lungo il fiume Wood. James Van Stone, un antropologo che ha viaggiato a San Pietroburgo ed ha letto i diari degli esploratori russi del 1867, ha osservato che gli esploratori viaggiavano al lago Aleknagik. Il censo del 1929 riporta che intorno al fiume Wood vivevano 55 persone. Nel 1930, c'erano cinque famiglie che vivevano sulle rive del lago tutto l'anno, i Waskeys, i Polleys, Hanson, Yakos e Smiths. Nel 1933 fu costruita la scuola e nel 1937 l'ufficio postale. Il primo maestro fu Josie Waskey. Attratti dalla scuola e dal pesce abbondante, dalla selvaggina e dal legname, un certo numero di famiglie provenienti da Goodnews, Togiak e l'area Kulukak si trasferirono ad Aleknagik. Nel tardo XIX secolo c'erano circa 200 abitanti ad Aleknagik e negli altri villaggi su Wood River. Varie malattie uccisero la maggior parte degli abitanti dei villaggi. I pochi superstiti si trasferirono fuori dalla zona. Nell'autunno del 1930, una famiglia Yupik viveva nella parte superiore del Wood River, ed il paese è cresciuto di circa 40 abitanti dal 1931. Negli anni quaranta una missione Avventista fu fondata sulla riva nord del fiume, mentre durante gli anni cinquanta fu costruita una chiesa russa ortodossa. Nel 1959 fu costruita una strada aperta solo d'estate che collegasse la città a Dillingham, resa percorribile anche d'inverno alla fine degli anni ottanta.
Nell'agosto del 2010, l'aereo privato del Senatore Ted Stevens precipitò nei dintorni della città.

## Economia e trasporti
Molti residenti partecipano alle attività commerciali lungo la costa della Baia Bristol durante l'estate. La pesca e la caccia sono parte integrante del sistema economico della popolazione. 
Aleknagik è l'unica città della regione collegata a Dillingham con una strada lunga 40 km. Il nuovo aeroporto "New Aleknagik", di proprietà dello Stato, è lungo 2070 m, con la pista di atterraggio in ghiaia ed effettua regolari voli da Dillingham. Sono presenti altri 2 piccoli aeroporti, il Tripod Airport, con pista in erba e ghiaia, situato a 3 km circa verso sud est e quello della missione Avventista. Sul lago vengono effettuati voli con gli idrovolanti.